# Roccaforte Mondovì
Roccaforte Mondovì – miejscowość i gmina we Włoszech, w regionie Piemont, w prowincji Cuneo.
Według danych na rok 2004 gminę zamieszkiwały 2024 osoby, 24,1 os./km².